# Hemidactylus longicephalus
Hemidactylus longicephalus este o specie de șopârle din genul Hemidactylus, familia Gekkonidae, descrisă de Bocage 1873. Conform Catalogue of Life specia Hemidactylus longicephalus nu are subspecii cunoscute.